# Борзова (зупинний пункт)
Борзовá — пасажирський залізничний зупинний пункт Рівненської дирекції Львівської залізниці.
Розташований біля однойменного села Борзова Старовижівського району Волинської області на лінії Ковель — Заболоття між станціями Заболоття (29 км) та Мощена (18 км).

## Пасажирське сполучення
На зупинному пункті Борзова зупиняються дизель-потяги, що курсують до станцій Ковель, Заболоття та Хотислав.